# Zoran Kršul
Zoran Kršul (Rijeka, 1955.), hrvatski književnik.
Piše poeziju, književnokritičke i esejističke tekstove.
Dosad je objavio devet zbirki pjesama:
- Dodirnuti prstom, pjesme, Glas, Banja Luka,1980.
- Zašto stoje konji, pjesme, Veselin Masleša, Sarajevo 1984.
- Kutija, pjesme, Izdavački centar Rijeka, Rijeka 1989.
- Simultanka, pjesme, Izdavački centar Rijeka, Rijeka 1996.
- Vrijeme koje ti je potrebno da skončaš, izabrane pjesme, Pučko sveučilište Ante Starčević, Gospić 2001.
- Jutarnja tjelovježba, DHK, Ogranak Rijeka, Rijeka 2002.
- Ubojite pjesme, DHK, Ogranak Rijeka, Rijeka 2003.
- Etimologija tame, Altagama, Zagreb 2004.
- Rov, Izdavački centar Rijeka, Rijeka 2004. (nagrađeno u rukopisu Nagradom Drago Gervais 2003.)

## Nagrade i priznanja
- nagrada Drago Gervais 2003. za zbirku pjesama Rov
- Croatia rediviva: Ča, Kaj, Što – baštinski dani poeta oliveatus 2010.